# Collega
La collega (la collégialité) est une restriction du pouvoir des magistrats romains.
Chaque magistrature est détenue de manière concurrente par au moins deux personnes de façon à minimiser les risques de tyrannie (et faciliter les successions). Par exemple, les consuls gouvernent toujours par paire. Chaque magistrat peut mettre son veto aux actions de son collègue.

## Sources
- (en) Cet article est partiellement ou en totalité issu de l’article de Wikipédia en anglais intitulé « Executive Magistrates of the Roman Republic » (voir la liste des auteurs).